# 城中区 (柳州市)
城中区是中国广西壮族自治区柳州市所辖的一个市辖区。位于柳州市中心，柳江绕城而过，素有“玉带束龙腰”、“金钱吊玉壶”之美誉。城中区是柳州市商贸、金融、文化、教育、娱乐中心。

## 行政区划
城中区下辖7个街道办事处：
城中街道、公园街道、中南街道、水上街道、潭中街道、河东街道和静兰街道。

## 人口
根据第七次人口普查数据，截至2020年11月1日零时，城中区常住人口为243628人。

## 交通

### 公路
- 209国道

## 风景名胜
- 柳州東門城樓
- 柳侯公园
- 柳侯祠